# Third-Person-Shooter

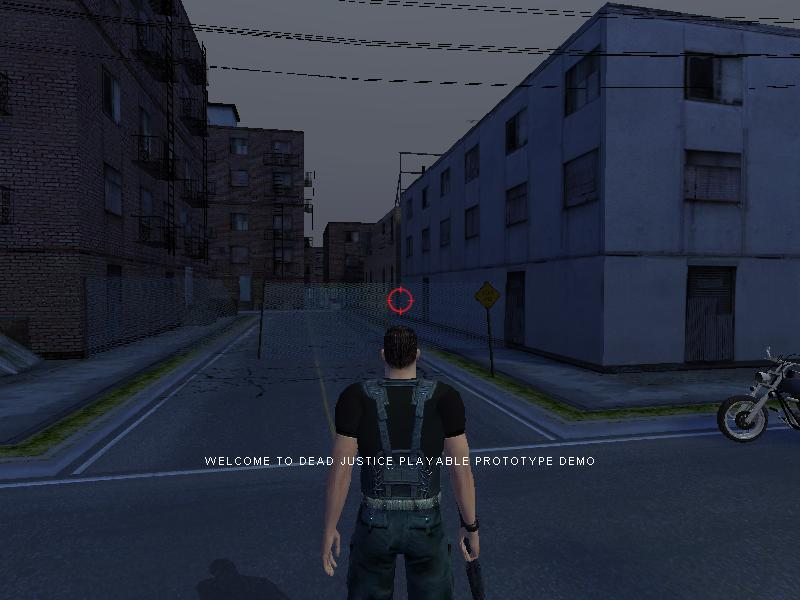
Bildschirmfoto des freien Third-Person-Shooters Dead Justice von Cat Mother

Third-Person-Shooter (abgekürzt TPS, von Englisch third person, „dritte Person“ und shooter, „Schießspiel“) sind Computerspiele, bei denen der Spieler die Welt aus einer Perspektive beobachtet, die im Normalfall hinter der Hauptfigur positioniert ist (Third-Person-Perspektive) und in denen Fernkampf ein wesentliches Element des Spiels darstellt.

## Entwicklung, Definition und Konventionen
Der Name des Genres gilt als seine Definition: Als Third-Person-Shooter gelten alle Spiele, bei denen die Perspektive hinter der Hauptfigur positioniert ist und in denen die Verwendung von Schusswaffen im Mittelpunkt steht. Damit sind vor allem Max Payne, Freedom Fighters und Mafia typische Beispiele.
Ein Problem bei der Festlegung von Third-Person-Shootern ist, dass viele Spiele zwar als solche zu definieren sind, aber dennoch in gewissem Maße anderen Genres zugehörig sind. So geht man im Normalfall davon aus, dass ein Third-Person-Shooter ebenso ein Ego-Shooter sein könnte, wenn die Perspektive in die Augen des Protagonisten übertragen werden würde (und es gibt sogar viele Spiele, bei denen der Spieler frei zwischen beiden Ansichten umschalten kann, sodass diese kaum noch einem der beiden Genres zuzuweisen sind). Die Tatsache, dass dieses Genre sich jedoch in Wirklichkeit über viele Jahre hinweg parallel aus verschiedenen anderen Genres entwickelte, hat zur Folge, dass sich Third-Person-Shooter üblicherweise in vielerlei Hinsicht von den namensähnlichen Ego-Shootern unterscheiden.

### Ursprünge und Entwicklung
Bereits 1988 erschien Hostage: Rescue Mission. Weitere Ursprünge des Genres mögen auf Action-Adventures wie Alone in the Dark zurückzuführen sein. Dort unternahm man den Versuch, das Genre der Grafikadventures auf eine 3D-Engine zu übertragen und um Action-Elemente zu vervollständigen. Es folgten Spiele wie Bioforge, Fade to Black und später die bekannte Resident-Evil-Reihe. Vor allem bei Alone in the Dark und Resident Evil jedoch sieht man, dass der Kampf hauptsächlich eine Vervollständigung der Adventure-typischen Rätsel bilden sollte (obwohl gerade die Resident-Evil-Reihe mittlerweile einem typischen Third-Person-Shooter sehr nahekommt).
1996 gelang es dem britischen Entwicklungsstudio Core Design mit Tomb Raider, die Action-Adventures dermaßen zu revolutionieren, dass sie der heutigen Vorstellung eines Third-Person-Shooters sehr nahekommen. In Tomb Raider war es erstmals gelungen, den Protagonisten (in diesem Fall die Protagonistin Lara Croft) mit einer überzeugenden Bewegungsfreiheit durch eine wirkliche 3D-Umgebung zu bewegen. Das Jump ’n’ Run Prince of Persia hatte bei der Vorstellung der Bewegungsfreiheit offensichtlich als Vorbild gegolten, da die Kletter- und Sprungweise Lara Crofts sehr stark an die des Prinzen erinnert, sodass deutlich wird, dass auch die Jump ’n’ Runs das Third-Person-Shooter-Genre geprägt haben. Tomb Raider jedoch ist nach wie vor mehr ein Action-Adventure als ein Third-Person-Shooter, da der Fokus auf den Rätseln und der Fortbewegung durch die Welt liegt, nicht auf dem Kampf.
Aus vielerlei Gründen, so auch technischen, entwickelte sich das Genre der Third-Person-Shooter allerdings erst um das Jahr 2000 herum zu einer soliden Position auf dem Spielemarkt, und in diesem Zeitraum fand der Ausdruck auch erst gehäufte Verwendung. Spiele wie F.A.K.K.² oder Max Payne waren es, die schließlich das Third-Person-Shooter-Genre wirklich prägten. Dabei zeigen gerade diese Titel auch das große Spektrum dieses Genres.

### Definierende Beispiele
F.A.K.K.² zeigt, dass die Konventionen weit umfassender sind als die Definition der Third-Person-Shooter. Dieses Spiel wird durchaus als typischer Third-Person-Shooter anerkannt, enthält jedoch Rätsel, Hüpfeinlagen und Nah- sowie Fernkampf. Damit enthält das Spiel Action-Adventure-, Jump-’n’-Run- und Slasher-Elemente. Einzig die Tatsache, dass Fernkampf enthalten ist, verursacht, dass das Spiel in der Spielszene als Third-Person-Shooter wahrgenommen wird. Rein technisch gesehen lässt sich über die Einstufung des Spiels allerdings spekulieren oder es ist als eine Mixtur eben all dieser Genres zu definieren. Andere Beispiele dieser Problematik sind auch BloodRayne, Tom Clancy’s Splinter Cell, Hitman und Grand Theft Auto, wo jeweils mehrere Genres aufeinander treffen und gerade das „Shooter-Element“ in den Schatten tritt.
Als ideale Third-Person-Shooter sind letzten Endes Spiele wie Max Payne und Freedom Fighters zu bezeichnen, wo die Spielansicht vor allem eine stilistische Frage darstellt, sodass man sie auch als Ego-Shooter hätte realisieren können und der Fernkampf eigentlich die einzige Option des Spielers darstellt. Die Handlungen des Spielers werden hier möglichst auf Schusswechsel mit Feinden reduziert. Kampffreie Momente enthalten keine Herausforderungen, sondern dienen einzig dem Aufbau der Atmosphäre und dem Weiterspinnen der Handlung.

### Zusammengefasste Konventionen
Da sich die Third-Person-Shooter, wie oben erläutert, parallel aus mehreren anderen Genres entwickelt haben, lassen sich ihre üblichen Eigenschaften wie folgt zusammenfassen:
- Meist ist die erzählende Ebene wesentlich ausgeprägter als bei Ego-Shootern (da es wesentlich skurriler wirken würde, wenn ein Held, den man von außen betrachtet, stumm ist und ohne Zielsetzungen arbeitet, als etwa in einem Ego-Shooter, wo sich dessen Darstellung häufig auf seine Hände und Waffen beschränkt).
- Rätselebenen sind viel häufiger vertreten und mit größerem Aufwand gestaltet als in Ego-Shootern (was eine logische Folge dessen ist, dass die Third-Person-Shooter sich zum Großteil aus Action-Adventures entwickelt haben).
- Die Bewegungsvielfalt und der Umfang an Interaktionsmöglichkeiten der Hauptfigur ist meist größer als in Ego-Shootern (da die externe Perspektive zur Folge hat, dass ein Held ohne exotische bzw. natürliche Handlungsmöglichkeiten besonders statisch wirkt und sie außerdem zulässt, dass äußerst dynamische Manöver wie Rollen und Salti dargestellt werden können, ohne dass der Spieler die Orientierung verliert – in einem Ego-Shooter wären solche Aktionen sehr unübersichtlich).
- Fortbewegungsbezogene Herausforderungen wie etwa Hüpf- und Kletterpartien sind häufiger anzutreffen als in Ego-Shootern (was einerseits auf einen der Ursprünge im Jump-’n’-Run-Genre und außerdem auch auf die günstige Perspektive und große Bewegungsvielfalt zurückzuführen ist).

## Sub-Genres
- Taktik-Shooter: Hierbei stehen strategische Aspekte im Vordergrund der Kampfhandlungen und die Reaktionszeit muss meist nicht so schnell wie bei den anderen Genres sein.
- Stealth-Shooter: Bei diesem Genre muss der Spieler leise und unauffällig vorgehen und sollte Kämpfe wenn möglich vermeiden.
- Arcade-Shooter: In diesem Genre kämpft der Spieler alleine oder in einer Gruppe gegen einer Horde von Nicht-Spieler-Charakteren.
- Arena-Shooter: In diesem Genre spielen die Spieler in einem abgrenzten Bereich, der sich meist durch schnelle Bewegungen, weite Sprünge, Wandläufe bei den Spielern und den Gebrauch von Explosionswaffen auszeichnet (z. B. Quake)[1]
- Helden-Shooter: Funktionieren ähnlich wie MOBAs, wo die Spieler einen Heldencharakter steuern, der über spezielle Fähigkeiten und Merkmale verfügt und gegen andere Heldencharaktere kämpfen, meist in Teams, in denen sich die Helden durch ihre gegenseitigen Fähigkeiten unterstützten.[2]
- Survival Horror (z. B. The Last of Us)
- Battle Royale (z. B. Realm Royale)
- Rollenspiele
- Action-Adventure und interaktiver Film

## Beispiele
- Gears of War
- Heavy Metal F.A.K.K. 2
- Max Payne
- Tomb Raider
- Dead Space
- Just Cause
- Kane & Lynch: Dead Men
- The Last of Us
- Binary Domain
- Vanquish
- Fortnite